# Pedro Jácome Correia
Pedro Jácome Correia (Ponta Delgada, 23 de setembro de 1817 — Ponta Delgada, 11 de maio de 1896), 1.º conde de Jácome Correia, foi um grande proprietário fundiário e político da ilha de São Miguel, nos Açores. Por morte de seu irmão, José Jácome Correia, herdou a grande casa dos seus antepassados. Foi par do reino e deputado às Cortes portuguesas e destacou-se como filantropo e benemérito.

## Biografia
Pedro Jácome Correia, o futuro 1.º conde de Jácome Correia, nasceu na freguesia de São Sebastião da cidade de Ponta Delgada, filho segundo de Pedro Jácome Corrêa Raposo de Atouguia e de Maria Ricarda Botelho, uma família das mais abastadas da aristocracia micaelense.
A fortuna familiar, cuja administração cabia ao seu irmão mais velho, permitiu que muito novo fosse viver em Lisboa, onde se instalou entre a melhor sociedade. Integrado no meio político e na alta sociedade lisboeta, aderiu ao Partido Regenerador, sendo a partir de 1851 apoiante destacado do Marechal Saldanha e da Regeneração. Foi eleito deputado às Cortes por círculos eleitorais do Distrito de Ponta Delgada para as legislaturas de 1851 a 1856 e de 1874 e 1878, e par do reino electivo por Ponta Delgada em 1856. Acabou por se afirmar como membro destacado do Partido Regenerador.
Com o falecimento em 1886 do seu irmão primogénito, José Jácome Correia, herdou a fortuna familiar, fixando-se em Ponta Delgada como administrador da casa familiar. Em Ponta Delgada também herdou a liderança distrital do Partido Regenerador, que o irmão chefiara até falecer. Por decreto de 3 de maio de 1890, do rei D. Carlos I de Portugal, foi feito conde de Jácome Correia em reconhecimento da sua acção política e por se ter destacado como filantropo e benemérito.
Apoiou o Primeiro Movimento Autonomista durante a década de 1890, sendo escolhido para integrar a Comissão Autonómica de Ponta Delgada. Essa adesão colocou-o em oposição à liderança nacional do Partido Rgenerador, que o desautorizou nas Cortes. Nas eleições de 1895, com uma plataforma claramente autonomista, foi novamente eleito deputado, mas o seu falecimento no ano seguinte, para além de abrir uma crise partidária, impediu uma efectiva participação política.[carece de fontes?]